# Dunkler Rostfarben-Blattspanner
Der Dunkle Rostfarben-Blattspanner (Xanthorhoe ferrugata) ist ein Schmetterling (Nachtfalter) aus der Familie der Spanner (Geometridae).

## Merkmale
Die Vertreter des Dunklen Rostfarben-Labkrautspanners erreichen eine Flügelspannweite von 18 bis 22 Millimetern. In der Nähe der Flügelspitze (Apex) befindet sich ein dunkler Fleck, ein weiterer ist im Saumfeld zu finden. Die Hinterflügel sind bräunlichgrau.

### Unterarten
- Xanthorhoe ferrugata ferrugata (Clerck, 1759)[1]
- Xanthorhoe ferrugata fuscata (Nordström, 1935)[1] Wird nicht von allen Autoren als Unterart anerkannt.[2]
- Xanthorhoe ferrugata alaskae Cassino & Swett, 1925 (Alaska, Yakutat)[2]
- Xanthorhoe ferrugata bilbainensis Fuchs, 1898 (Spanien, Bilbao)[2]
- Xanthorhoe ferrugata infumata Barnes & McDunnough, 1917 (USA, Oregon Crater Lake)[2]
- Xanthorhoe ferrugata malaisei Djakonov, 1929 (Kamtschatka, Petropawlowsk-Kamtschatski)[2]

### Ähnliche Arten
- Heller Rostfarben-Blattspanner (Xanthorhoe spadicearia)
- Springkraut-Blattspanner (Xanthorhoe biriviata)
- Xanthorhoe vidanoi

### Synonyme
- Phalaena ferrugata Clerck, 1759[1]
- Geometra unidentaria Haworth, 1809[1]
- Larentia eximiata Fuchs, 1905[2]
- Cidaria ferrugata fuscata Nordström, 1935[2]
- Cidaria inclinataria Walker, 1963[2]

## Lebensweise
Die Larven des Dunklen Rostfarben-Blattspanners ernähren sich von krautigen Pflanzen wie Labkräutern (Galium), Sternmieren (Stellaria), Glockenblumen (Campanula) und Kratzdisteln (Cirsium). Die nachtaktiven Falter werden von künstlichen Lichtquellen angezogen.

### Flug- und Raupenzeiten
Der Dunkle Rostfarben-Blattspanner bildet in Mitteleuropa zwei Generationen pro Jahr, die von Ende April bis Anfang Juli und von Anfang Juli bis Mitte September fliegen. Die Larven der ersten Generation können von August bis September, die der zweiten Generation von Juni bis Juli beobachtet werden. Die Puppen der ersten Generation überwintern.